# Pontenx-les-Forges
Pontenx-les-Forges è un comune francese di 1 459 abitanti situato nel dipartimento delle Landes, nella regione della Nuova Aquitania.

## Società

### Evoluzione demografica
Abitanti censiti